# Bungalow Boobs
Pour plus de détails, voir Fiche technique et Distribution.
Bungalow Boobs est un film américain réalisé par Leo McCarey, sorti en 1924.

## Synopsis
Jimmy Jump construit sur mesure et par ses soins un nouveau bungalow, également meublé par lui. Tous ses voisins viennent alors visiter son bungalow. Cependant, l'homme d'à côté, qui est un constructeur expérimenté, considère sa construction bien en dessous de la moyenne. Pour souligner son propos, il abaisse les piliers, fait des trous dans le sol et déracine la plomberie. Lorsque les invités partent, la nouvelle maison est une épave.

## Fiche technique
- Réalisation : Leo McCarey
- Production : Hal Roach
- Date de sortie :
  - États-Unis : 26 octobre 1924

## Distribution
- Charley Chase
- Beth Darlington
- Helen Gilmore
- Leo Willis